# Barentsovo moře
Barentsovo moře (norsky Barentshavet ; rusky Баренцево море Barencevo more) je okrajové moře Severního ledového oceánu mezi severním pobřežím Evropy (Norska a Ruska) a Medvědím ostrovem, Špicberky, Zemí Františka Josefa a Novou zemí. Podle záhadologů se pod hladinu dnešního Barenstova moře kdysi propadla bájná Hyperborea, z níž podle nich dnes nad hladinu vyčnívají její někdejší nejvyšší hory, jimiž mají být Špicberky, Země Františka Josefa, či Nová země.

## Dějiny
Od starověku žily na pobřeží Barentsova moře ugrofinské kmeny - Samové. V 11. století do oblasti začali pronikat Vikingové, Novgoroďané a Pomorové.
Za starých časů nazývali námořníci a kartografové Barentsovo moře jako - Severní moře, Siverské moře, Moskevské moře, Ruské moře, Studené moře, Pečorské moře, Temné moře. Ale nejrozšířenějším názvem bylo Murmanské moře. Oficiální pojmenování moře bylo až v roce 1853 po holandském mořeplavci Willemu Barentsovi.
Námořníky bylo moře přezdíváno "Ďáblův taneční parket" kvůli jeho nepředvídatelnosti a obtížnosti.

## Geografická data
- Rozloha: 1 405 000 km²
- Hloubka: průměrná hloubka 229 m, maximální 600 m (na západě)
- Příliv: max. 11 m
- Teplota vody na povrchu: v létě: 7-12 °C na jihu, 0 °C na severu, v zimě 3-5 °C na jihozápadě, méně než -1 °C na severovýchodě
- Podíl plovoucího ledu: méně než 75 % povrchu v zimě, v létě pouze malé plochy na severu
- Salinita: 35 promile na jihozápadě, 32 promile na severu
- Klimatické podmínky: subarktické, ovlivněné teplým Golfským proudem
- Mořské proudy: 1. Golfský (obtéká jižní pobřeží a zasahuje až k Nové zemi), 2. Severní studený proud od Karského moře a Severního ledového oceánu (teče opačným směrem)
- Pobřeží: většinou skalnaté (kromě jihovýchodní části), fjordy (zejména na pobřeží Norska)
- Zajímavosti: souostroví Špicberky, ostrov Kolgujev na jihovýchodě, delta řeky Pečory, poloostrov Kanin na jihu
- Významné přístavy: Murmansk - v zimě nezamrzá, Vadsø, Kirkenes

## Ekologie
Velkou potenciální hrozbu představuje radioaktivní znečištění moře v důsledku činnosti norských závodů na zpracování radioaktivního odpadu.
V Barentsově moři je potopeno také několik jaderných ponorek. Největší hrozbu představují jaderné reaktory ponorky K-159 projektu 627A "KIT", která se potopila na konci srpna 2003 na východním pobřeží poloostrova Kola. Trup ponorky je podle zpráv z roku 2021 ve velmi špatném stavu, riziko úniku radiace je veliké, proto ruská korporace Rosatom plánuje ponorku vyzvednout. Vyzvednutí ponorky se nezvládne dříve jak po roce 2030. V souvislosti s únikem radioaktivity z ponorky K-159 se hovoří o tzv. Podmořském Černobylu. Hrozí, že některé oblasti Barentsova moře budou zasaženy na několik let a rybolov bude nutné zcela přerušit.